# Leichtathletik-Weltmeisterschaften der Behinderten 1994/Teilnehmer (Hongkong)
| stlisierte Goldmedaille | stlisierte Silbermedaille | stlisierte Bronzemedaille |
| ----------------------- | ------------------------- | ------------------------- |
| —                       | 1                         | 1                         |

Aus Hongkong nahmen drei Männer an den Leichtathletik-Weltmeisterschaften der Behinderten 1994 teil.

## Ergebnisse

### Männer
| Athleten          | Wettbewerb              | Vorlauf / Vorkampf | Vorlauf / Vorkampf | Halbfinale   | Halbfinale | Finale             | Finale |
| Athleten          | Wettbewerb              | Zeit / Weite       | Rang               | Zeit / Weite | Rang       | Zeit / Weite       | Rang   |
| ----------------- | ----------------------- | ------------------ | ------------------ | ------------ | ---------- | ------------------ | ------ |
| Shing Chung Chan  | 100 m T37               | –                  | –                  | 12,38 s      | 1          | 12,05 s            |        |
| Shing Chung Chan  | 200 m T37               | –                  | –                  | 25,82 s      | 2          | 25,38 s            | 4      |
| Yiu Cheung Cheung | 200 m T36               | –                  | –                  | 26,44 s      | 2          | 25,95 s            | 4      |
| Yiu Cheung Cheung | 400 m T36               | –                  | –                  | 58,17 s      | 1          | 57,83 s            |        |
| Chi Keung Wong    | 100 m Rennrollstuhl T53 | –                  | –                  | 16,29 s      | 3          | nicht qualifiziert | 9      |
| Chi Keung Wong    | 200 m Rennrollstuhl T53 | 28,97 s            | 4                  | 30,09 s      | 8          | nicht qualifiziert | 16     |
| Chi Keung Wong    | 400 m Rennrollstuhl T53 | 55,22 s            | 3                  | 57,27 s      | 6          | nicht qualifiziert | 19     |